# Dendromus insignis
Espèce
Statut de conservation UICN

 LC  : Préoccupation mineure
Dendromus insignis est une espèce de rongeurs appartenant à la famille des Nésomyidés.